# Valea Ierii
Valea Ierii é uma comuna romena localizada no distrito de Cluj, na região histórica da Transilvânia. A comuna possui uma área de 148.67 km² e sua população era de 940 habitantes segundo o censo de 2007.